# Anna Sanna
Anna Filippa Sanna (Thiesi, 6 luglio 1948) è una politica italiana.
Deputata nazionale dal 1987 al 1994 con il PCI-PDS ed eletta nel collegio di Sassari, è stata sindaco di Sassari dal 1995 al 2000 con i Democratici di Sinistra.

## Biografia
Sanna conseguì il diploma di scuola superiore e iniziò a lavorare come maestra elementare; in seguito si laurea in lettere presso l'Università di Sassari.
È stata consigliera comunale a Samatzai e membro del comitato centrale del Partito Comunista Italiano.

### Deputata e sindaca
Sanna fu eletta per la prima volta deputata alla Camera dei Deputati per la circoscrizione Cagliari-Sassari-Nuoro-Oristano alle elezioni del 1987. Fu deputata del PCI fino al 13 febbraio 1991, quando il partito si sciolse, dopodiché aderì al Partito Democratico della Sinistra con il quale fu rieletta alle elezioni politiche del 1992.
Ha ricoperto la carica di sindaca di Sassari dal 1995 al 2000, diventando la prima donna alla guida della città. Si candidò come indipendente per un secondo mandato nel 2000, ma fu sconfitta da Nanni Campus di Alleanza Nazionale.